# Rușii-Mănăstioara
Rușii-Mănăstioara – wieś w Rumunii, w okręgu Suczawa, w gminie Udești. W 2011 roku liczyła 470 mieszkańców. 